# 여주대교
여주대교는 경기도 여주시 상동에서 천송동까지 이르는 총 연장 502m, 너비 17.5m의 왕복 4차선짜리의 교량으로, 지방도 제345호선을 전용하고 있다. 또한 여양로의 일원으로 구성된 다리로, 주요 연선에는 영월공원이 남한강 남단에 위치하고 있다. 인근의 상리사거리에서는 주내로와 청심로를, 이북의 신륵사사거리에서는 신륵로와 강변북로로 이어준다.

## 연혁
- 1962년 5월 : 국가 경제개발특별회계에 따라 정식으로 착공
- 1964년 8월 10일 : 정식으로 준공, 당시에는 구 여주대교
- 1994년 : 교량 노후화에 따라 기존의 구 여주대교를 보완하기 위해 신 여주대교가 착공
- 1996년 : 신 여주대교가 정식으로 준공 및 개통

## 특이 사항
해당 도로는 국도 제37호선으로 전용된 다리였지만, 국도 제37호선의 이설 과정상 지방도 제345호선으로 전환되었으며, 이를 바탕으로 전용하고 있는 중이다.